# Kirchham (Górna Austria)
Kirchham – miejscowość i gmina w Austrii, w kraju związkowym Górna Austria, w powiecie Gmunden. Liczy 2 005 mieszkańców.

## Współpraca
Miejscowość partnerska:
- Kirchham, Niemcy